# Bhor (stato)
Lo Stato di Bhor fu uno stato principesco del subcontinente indiano avente per capitale la città di Bhor.

## Storia
Bhor era anticamente uno jagir (feudo) che venne garantito a Shankarji Narayan per i suoi servigi come Pant Sachiv, uno degli otto ministeri ereditari dei maratha, da Rajaram Chhatrapati nel 1697. Bhor rimase parte dell'impero maratha sino al 1818 quando il governo dei pascià giunse al termine. Lo jagir quindi divenne parte per breve tempo dello Satara con un accordo siglato con la Compagnia britannica delle Indie orientali nel 1820. Nel 1838-39, lo stato subì delle rivolte ad opera dei Ramoshi contro gli inglesi, ma probabilmente i primi erano stati fomentati da persone associate al deposto Bajirao II.
La famiglia regnante di Bhor erano degli intù della casta dei bramini Deshastha. Continuarono ad usare il titolo maratha di Pant Sachiv sino a quando non assunsero il titolo di raja sotto l'amministrazione inglese. Il tempio della dea protettrice di Bhor è ancora oggi presente a Sudhagad. Lo stato controllava anche altri forti storici come ad esempio quelli di Rajgad, Rohida and Sarasgad.
Il raja Shrimant Sir Raghunathrao Shankarrao Babasaheb Pandit Pant Sachiv fu l'ultimo regnante dello stato. Nel corso del suo regno, portò avanti molte riforme come l'abolizione degli intoccabili, la libera associazione e l'introduzione di un governo rappresentativo. Fu lui a siglare l'ingresso nell'Unione Indiana l'8 marzo 1948 che pose fine alla vita di Bhor come stato separato.

## Governanti

### Pant Sachiv
- 1697 - m. 1707 Shankaraji Narayan Sacheev
- 1707 - m. marzo 1737 Naro Shankaraji
- 1737 - m.1757 Chimnaji I
- 1757 - m.1787 Sadasiv Rao
- 1787 - m.1791 Raghunath Rao
- 1797 - m.1798 Shankr Rao I
- 1798 - m.1827 Pantsachiv Chimnaji Rao II
- 1827 – m.1837 Pantsachiv Raghunath Rao I Chimnaji Rao
- 1837 - m.12 febbraio 1871 Pantsachiv Chimnaji Rao III Raghunath Rao
- 12 febbraio 1871 - m. 17 luglio 1922 Shankarrao Chimnajirao Gandekar (n. 1854)

### Raja
- (18 luglio 1922 -15 agosto 1947) Raja Shrimant Sir Raghunathrao Shankarrao Pandit Pant Sachiv
  - Col titolo di Pant Sachiv - (18 luglio 1922 - 3 giugno 1935) - Pantsachiv Raghunathrao Shankarrao Babasaheb "Baba Sahib" (n. 1878)
  - Col titolo di Raja - (3 giugno 1935 – 15 agosto 1947) - Raja Shrimant Sir Raghunathrao Shankarrao Babasaheb Pandit Pantsachiv "Baba Sahib" ; (m. 1951), ultimo regnante

La linea continua nominalmente con:
- Raja Shrimant Sadashivrao Babasaheb Pandit Pantsachiv (1951-1978)
- Raja Shrimant Chintamanrao Abasaheb Pandit Pantsachiv (1978–...)